# Torrelaguna
Torrelaguna es un municipio y villa española de la Comunidad de Madrid. Cuenta con una población de 4991 habitantes (INE 2024).

## Geografía
Integrado en la comarca de Sierra Norte, se sitúa a 61 kilómetros de Madrid. El término municipal está atravesado por la carretera nacional N-320, entre los pK 330 y 335, por las carreteras autonómicas M-131, que se dirige a El Berrueco, y M-102, que conecta con Torremocha de Jarama, y por carretera locales que permiten la comunicación con La Cabrera y El Vellón. El relieve del municipio está definido por una llanura que conecta con el valle del Jarama y por montañas que limitan el valle. El río Jarama pasa por el extremo sureste, haciendo de límite con Uceda. La altitud oscila entre los 1010 metros, en el extremo noroeste, y los 650 metros a orillas del Jarama, al sureste. El pico Dehesa Vieja (970 metros) en el más llamativo del municipio. La villa se alza a 744 metros sobre el nivel del mar.

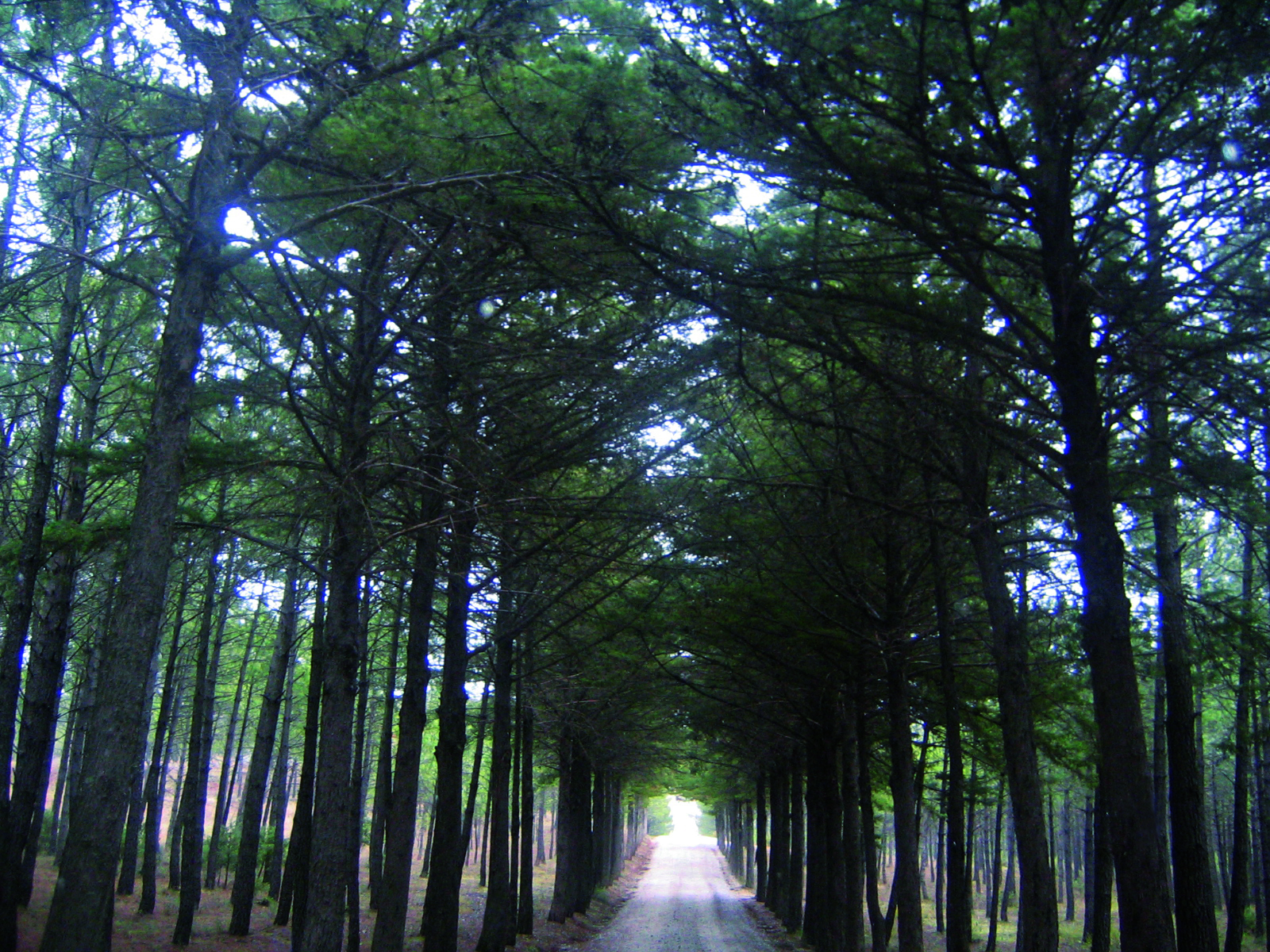
Área recreativa de Valgallego

Se encuentra ubicada al noreste de la Comunidad de Madrid, a 61 km de la capital, a 9 de la A-1, a 55 de Alcalá de Henares y a 50 de Guadalajara. La situación de la villa, en el borde septentrional de la Submeseta Sur y a los pies de la sierra de Las Calerizas, le proporciona un clima continental extremo con inviernos fríos y veranos calurosos. Las temperaturas oscilan entre más de 30 grados centígrados de los veranos a las temperaturas bajo cero del invierno. Rara vez nieva, aunque si lo hace es con más frecuencia en los cerros situados al norte de la población. El viento suele ser de componente norte o del suroeste. Se dan tormentas en primavera y verano.
Desde antiguo componen la villa siete barrios, también llamados Granjerías, que son: Magdalena, San Vicente, San Quílez o Santo Domingo, La Floresta, San Sebastián, San Andrés y Las Huertas. En el norte del municipio se encuentra la urbanización de Los Tomillares.
| Noroeste: La Cabrera          | Norte: El Berrueco | Noreste: Torremocha de Jarama |
| Oeste: Redueña                |                    | Este: Torremocha de Jarama    |
| Suroeste: Redueña y El Vellón | Sur: El Vellón     | Sureste: Uceda (Guadalajara)  |

### Hidrografía
El principal río de la zona es el Jarama, que recibe, cerca del término municipal, a su afluente el Lozoya. En este último río está ubicada la toma original de agua para el primitivo Canal de Isabel II, en la presa del Pontón de la Oliva, dentro del término municipal de Patones, que abasteció originalmente a la villa de Madrid, aunque debió ser desplazada aguas arriba, por fugas debidas a filtraciones en el terreno de dicho embalse.
Completan el panorama hidrográfico los arroyos San Vicente, Santa Lucía, de las Varguillas, de las Fuentes de las Zorras, el Molino y de las Huertas, a los que hay que añadir los humedales, algunos, como las Lagunas de Malacuera, ya han sido desecados y otros que son temporales, como son las llamadas laguna alta y laguna baja, en donde en tiempos de lluvia se crea una zona húmeda de gran importancia ecológica al ser un espacio donde se encuentran multitud de pequeños organismos que son la base de la alimentación para una gran cantidad de aves. 
El paisaje que conforman los cursos de agua son de gran belleza, ya que destacan entre la vegetación de monte bajo, chaparros y encinas los altos chopos y álamos blancos que siguen las riberas de los ríos y arroyos. Entre la vegetación se esconden desde el corzo hasta el tejón y una variada avifauna.

### Orografía
Entre las sierras de Somosierra y la de la Concha, bordeado por el Jarama y cercano al Lozoya, la población de Torrelaguna se alza con una altitud de 744 metros sobre el nivel del mar. Las estribaciones de las sierras, que se alinean de norte a noroeste, marcan alturas próximas a los 1000 m s. n. m. Entre estos montes destacan Cerro de Las Calerizas, Cerro de la Tejera, Cerro Mortero (943 m s. n. m.), Espartera (934 m s. n. m.), Tres Cantos, de la Dehesa (970 m s. n. m.), Cabeza Rana, Valgallegos (900 m s. n. m.).
El suelo del territorio municipal es de materiales calizos y graníticos. Las sierras del norte se convierten en suaves llanuras hacia el sur. Estos cambios orográficos son acompañados por los de las diferentes vegetaciones, al norte el agreste paisaje con matorrales y encinares y al sur las tierras de labor conquistadas por el hombre.

## Historia
Los hallazgos arqueológicos señalan que el terreno que ahora ocupa la villa de Torrelaguna ya estaba habitado en la prehistoria y en los períodos celtíberos y romanos, las antiguas Vescelia  y Barnacis.[cita requerida]

### Orígenes
Los orígenes de la actual población están en la aldea independiente de la ciudad de Uceda (Guadalajara) que se creó cuando ciudadanos de dicha población establecieron una granja en la actual ubicación de la villa para aprovechar las fértiles vegas al pie de las sierras.

### Época musulmana y reconquista

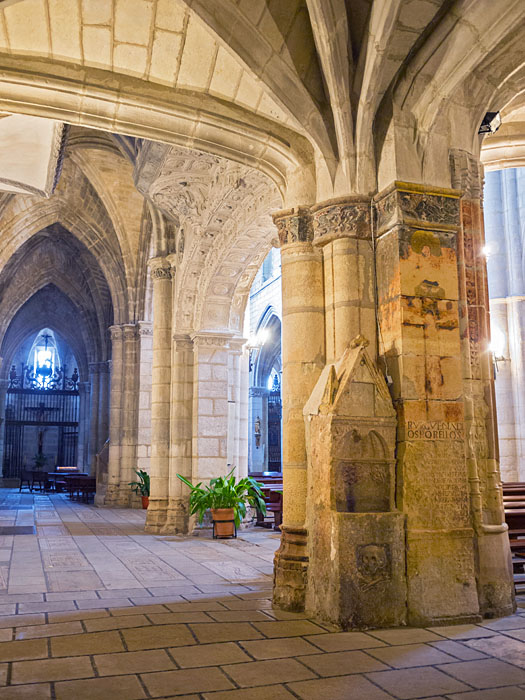
Iglesia de Santa María Magdalena

Cuando los musulmanes llegaron a la población, esta ya contaba con sus siete barrios o granjerías. De esta época procede el nombre de la misma, que a pesar de su apariencia enteramente castellana (de torre y laguna) podría ser en realidad un híbrido entre torre y el nombre de la tribu bereber de los laggūna, ya que en toda la región de la Marca Media la presencia militar musulmana la constituyeron sobre todo guerreros de este origen, que se agrupaban por tribus y que se asentaron formando colonias agrícolas, confundiéndose con el tiempo con la primitiva población hispanovisigoda.
Durante la reconquista se agrupó la población en el barrio de Magdalena, que poseía una atalaya, y se procedió a amurallar el asentamiento sobre los siglos X y XI. En 1085 el rey Alfonso VI de León conquista la villa a los árabes y es incorporada a los dominios del arzobispo de Toledo.

En 1390 el rey Juan I de Castilla y el arzobispo toledano Pedro Tenorio nombran Torrelaguna Villa Libre desanexionándola de Uceda.

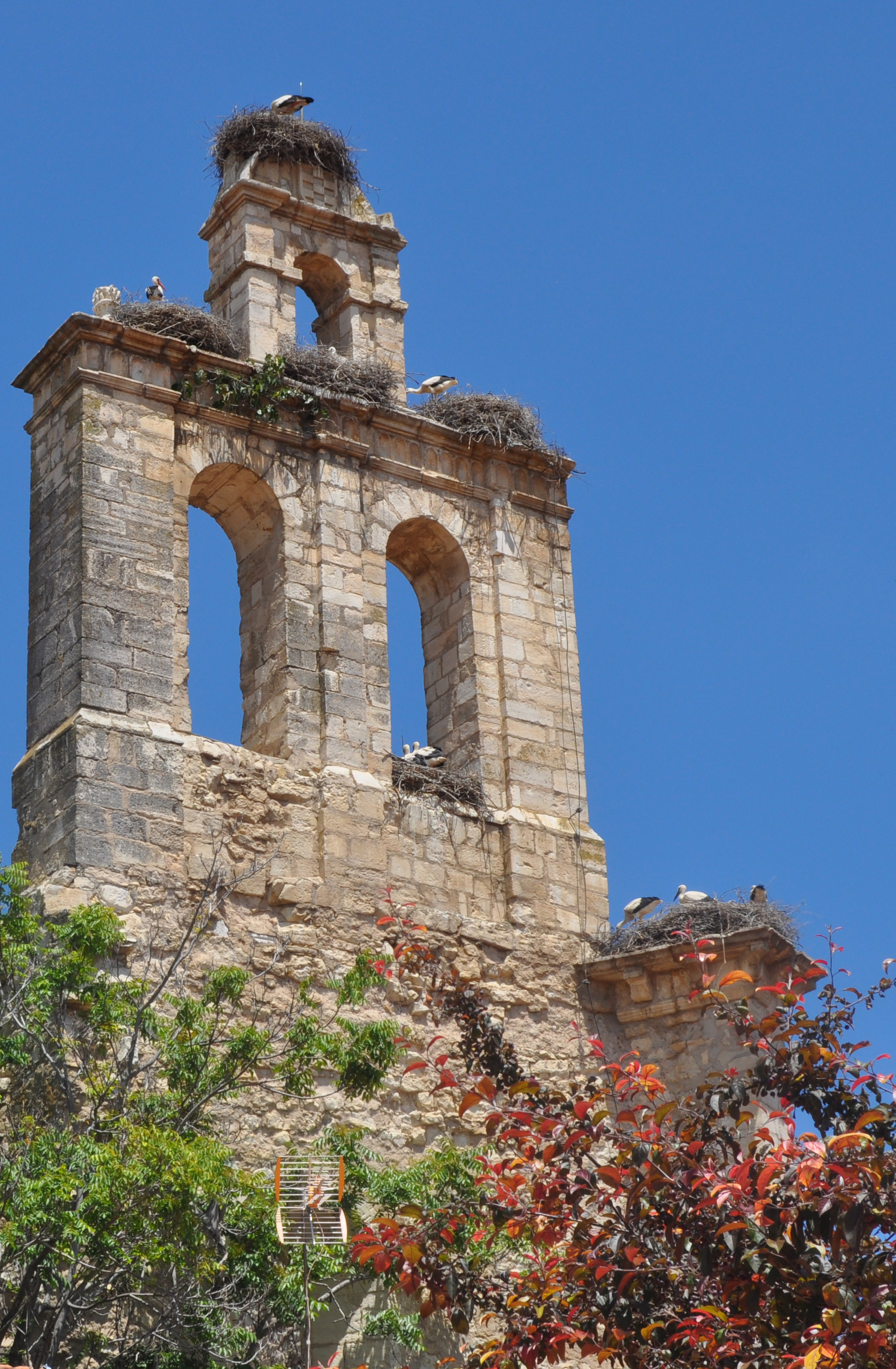
Espadaña del convento franciscano

A partir del siglo XIV se produce en Torrelaguna el asentamiento de importantes familias que traen la prosperidad a la localidad. En esta época se construyó la iglesia parroquial de Santa María Magdalena.

### Edad Moderna
Carlos I, en 1539, le concede, por motivo de no haber participado en la guerra de las Comunidades de Castilla la autonomía judicial en primera instancia y un Fuero Local propio. Su hijo Felipe II vende la jurisdicción señorial de la Villa a sus vecinos y Carlos III, en 1749, le concede el rango de municipio. 

### Edad Contemporánea

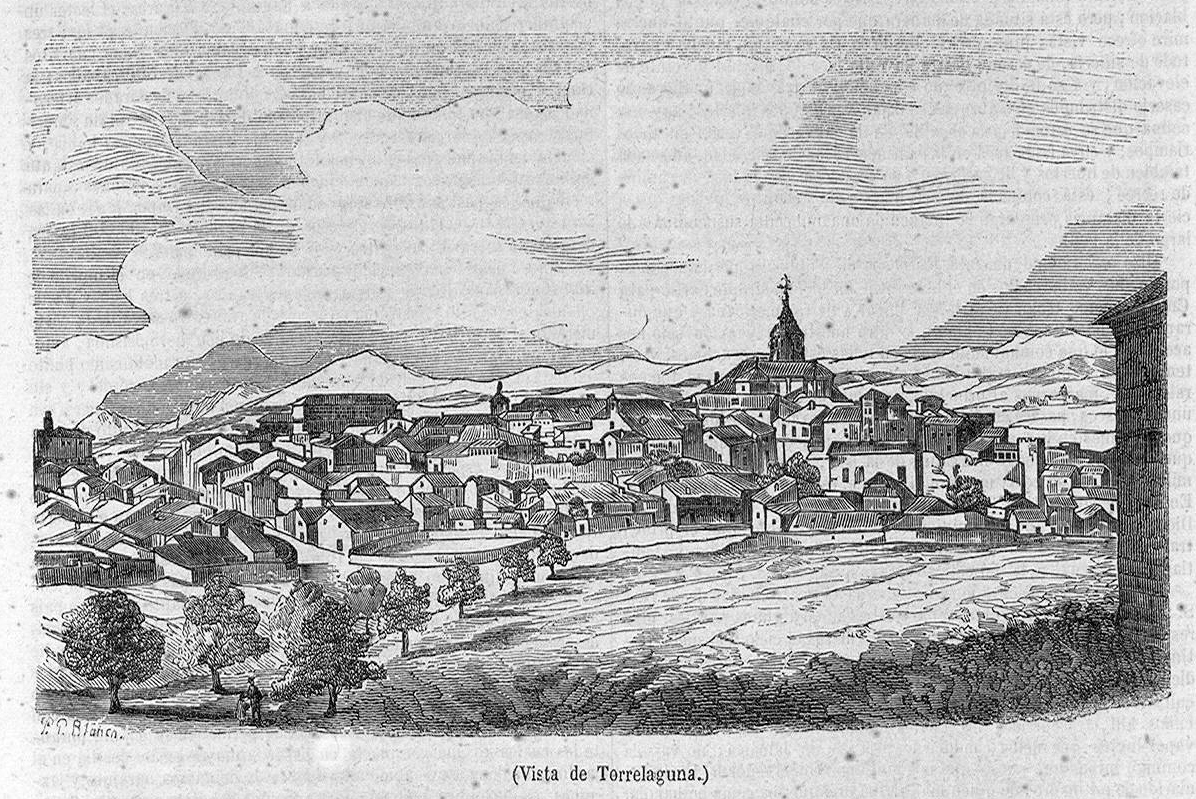
«Vista de Torrelaguna» Semanario Pintoresco Español, 1854)

Durante la guerra de la Independencia Torrelaguna sufre un saqueo de las tropas francesas. Destruyen gran parte de las murallas con las que se protegía la villa desde la Edad Media y también queman y saquean el convento de las franciscanos del que hoy día solo queda en pie la espadaña. La guerra civil produjo bastantes destrozos en el patrimonio monumental de Torrelaguna.
Las obras de abastecimiento de agua potable a Madrid, realizadas en 1852, llevaron a la reina Isabel II a permanecer algunos días en la villa. También lo hicieron Alfonso XII y Alfonso XIII.
Durante el principio de la segunda mitad del siglo XX se produjo una fuerte emigración a la cercana capital, aunque en los primeros años del siglo XXI está comenzando a producirse una recuperación demográfica sostenida.
En 1974 la villa fue declarada Monumento Histórico Artístico Nacional.

## Demografía
Cuenta con una población de 4991 habitantes (INE 2024).
| Gráfica de evolución demográfica de Torrelaguna entre 1842 y 2021                                                     |
| |
| Población de derecho según los censos de población del INE. Población de hecho según los censos de población del INE. |

## Economía
Históricamente la economía de la villa ha estado basada en la explotación agrícola y forestal.

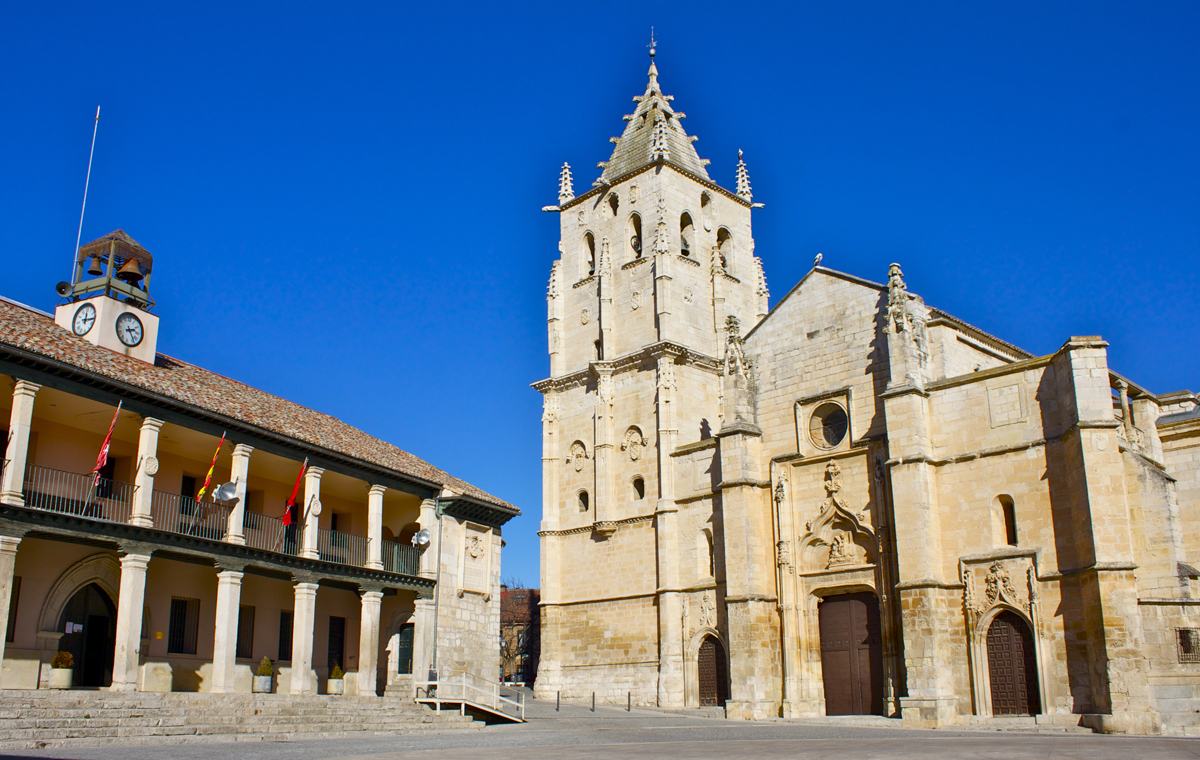
Plaza Mayor de Torrelaguna

El sector primario, la principal riqueza del municipio, es la agricultura de secano. Los cultivos principales son el trigo, la cebada, la avena, los garbanzos y forrajes; también hay olivo. En regadío se producen frutas y hortalizas. Algún tiempo atrás, hubo plantaciones de vid, y el vino que se elaborara en la villa tenía fama por ser bueno, era el vino de Torrelaguna. Hoy se sigue haciendo, pero en muy pequeña cantidad. La actividad agraria se completaba con la forestal, donde destacaba la explotación de los bosques de encinas. La ganadería ha quedado muy reducida, si bien siempre ha habido un cierto número de cabezas de ganado lanar al ser un cruce histórico de las rutas de la trashumancia castellana.
El sector secundario, ligado a la actividad agrícola, está basado en las industrias de mantenimiento para dichas labores. Hay algunas fábricas de yeso y escayolas, y hubo una de pantalones vaqueros, actualmente desaparecida, y también alguna otra pequeña industria.
El sector servicios está poco desarrollado, son los básicos para las necesidades del día a día. El turismo está comenzando a ser una fuente de ingresos, basado en el auge del turismo rural; al amparo del mismo, el sector hostelero tiene alguna presencia.
Debe citarse la existencia de varios centros del Canal de Isabel II que proporcionan ocupación a un número importante de trabajadores residentes en el entorno. También, en la central eléctrica de Torrelaguna, situada en las cercanías del pueblo, se encuentra el centro de control de Hidráulica de Santillana, desde donde el personal de esta empresa controla y mantiene la red de minicentrales eléctricas ubicadas en los embalses y canales del Canal de Isabel II. Igualmente una residencia de ancianos de la Comunidad de Madrid proporciona también trabajo a un número significativo de habitantes de la zona.

## Símbolos
El escudo de armas del pueblo es una torre emergente de una laguna, sobre fondo de gules.

## Administración y política
En la legislatura 2019 - 2023, el Pleno del Ayuntamiento se encontraba formado por 11 ediles, los cuales se distribuían de la siguiente manera: 6 PSCM-PSOE, 2 PPCM, 2 Cs y Vox. La alcaldía es ostentada por Eduardo Burgos García, concejal del PSOE.

### Justicia
Torrelaguna es capital del partido judicial número 1 de la Comunidad de Madrid que engloba a otros 41 municipios de los alrededores. Dispone de dos Juzgados de Primera Instancia e Instrucción.

## Servicios

### Transporte
Torrelaguna está comunicada con la autovía del Norte, la A-1, por la carretera nacional N-320 que recorre los escasos 9 km que la separan de esta principal ruta de comunicación y, rodeando el municipio, se dirige al sur, hacia Talamanca de Jarama y Guadalajara. Por el norte le llega la comarcal M-131 proveniente de El Berrueco.
En cuanto al transporte público, cuenta con varias líneas interurbanas, uniendo una de ellas el municipio con Madrid capital.
| Línea | Recorrido                                           | Operador |
| ----- | --------------------------------------------------- | -------- |
| 197   | Madrid (Plaza de Castilla) - Torrelaguna            | ALSA     |
| 197A  | Torrelaguna - Patones - Uceda                       | ALSA     |
| 197B  | Torrelaguna - El Berrueco - La Cabrera - Valdemanco | ALSA     |
| 197C  | Torrelaguna - Venturada - Cabanillas de la Sierra   | ALSA     |
| 197D  | Torrelaguna - El Vellón - El Molar                  | ALSA     |
| 197E  | Torrelaguna - Valdepiélagos - Talamanca de Jarama   | ALSA     |
| 913   | Torrelaguna - Patones                               | ALSA     |
| FS2   | Torrelaguna - Alcalá de Henares                     | ALSA     |

### Educación
En Torrelaguna hay una escuela infantil (pública), un colegio público de educación infantil y primaria (CEIP Cardenal Cisneros) y un instituto de educación secundaria (IES Alto Jarama). También hay un Centro de Educación para Adultos denominado CEPA Sierra Norte. Es un centro público comarcal que imparte enseñanzas a mayores de 18 años para obtener en Título de Graduado en Educación Secundaria, preparar la prueba de acceso a la universidad para mayores de 25 años, acceso a ciclos formativos de Grado Superior, o cursar las enseñanzas iniciales (alfabetización y neolectores), informática, inglés y aula mentor.

## Cultura

### Patrimonio

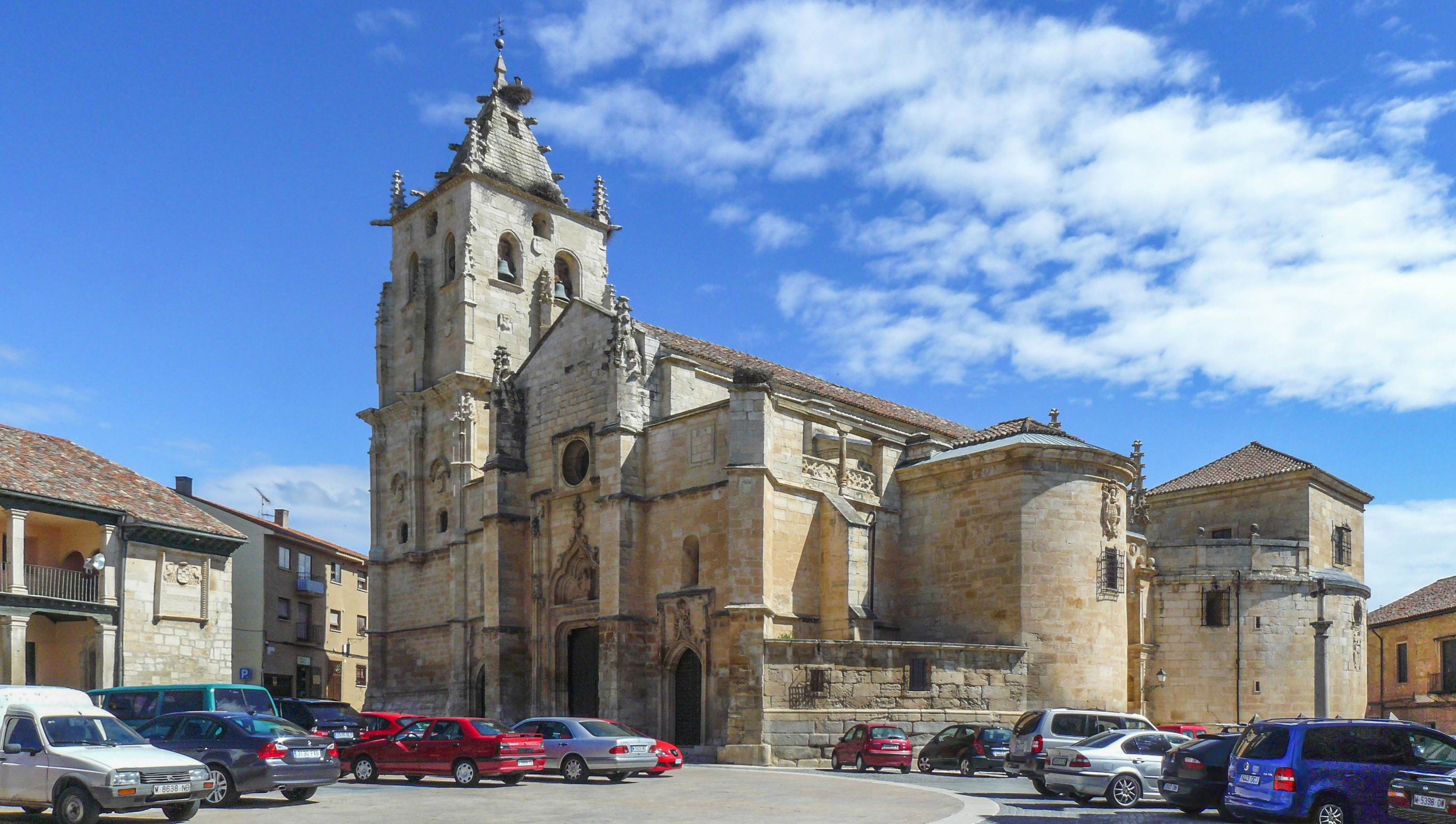
Iglesia de la Magdalena

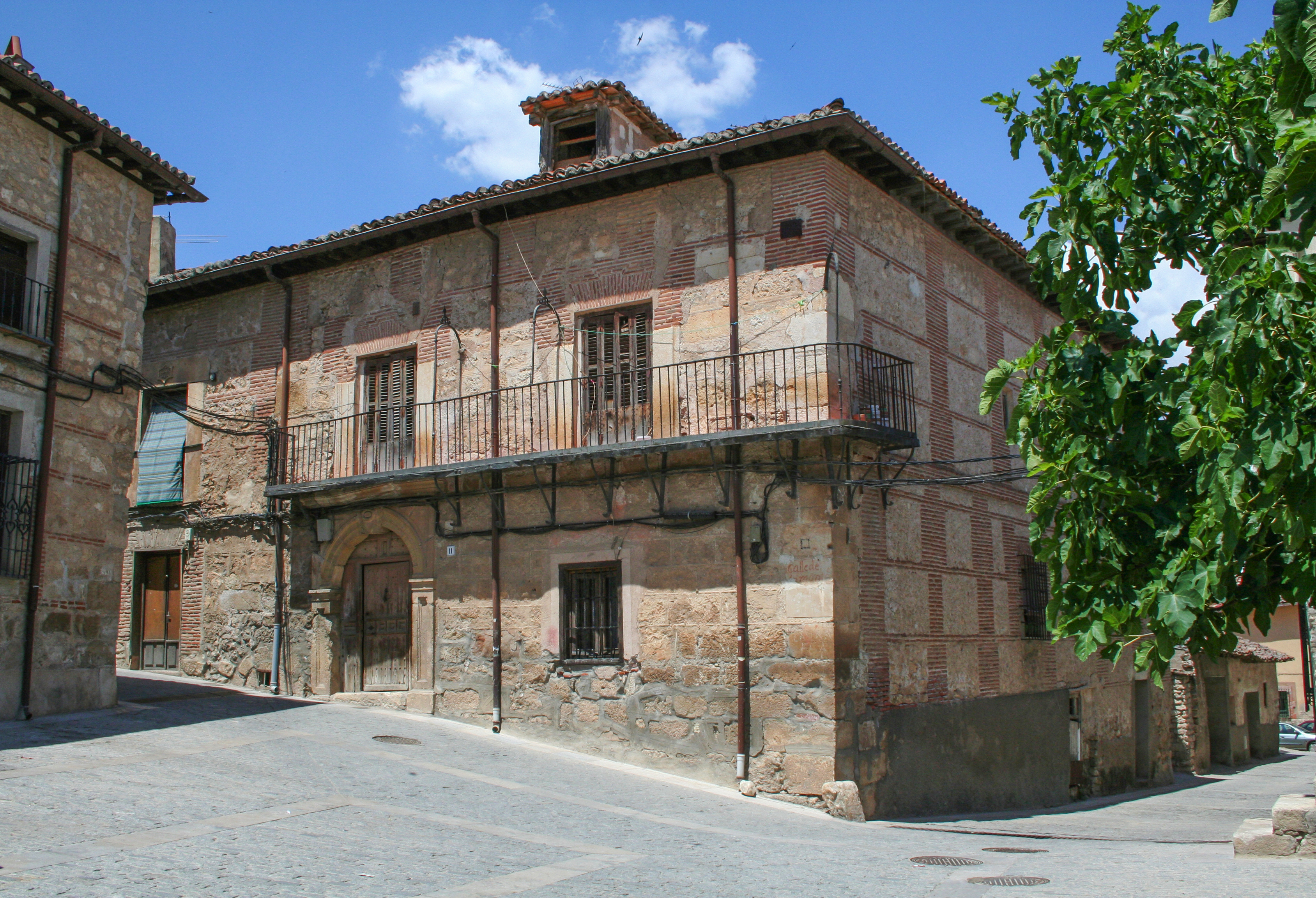
Plaza de la Montera

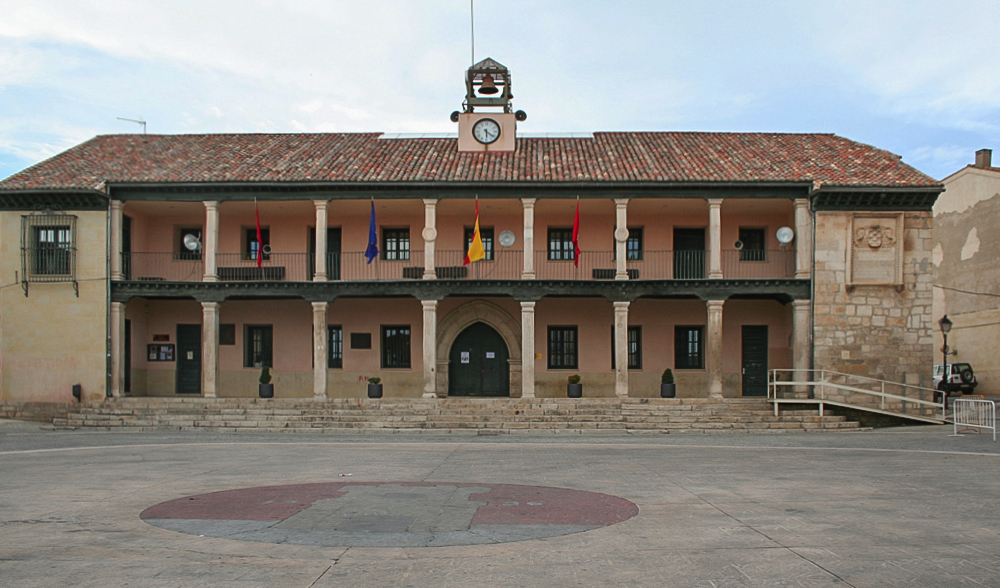
Edificio consistorial de Torrelaguna

El conjunto urbano de Torrelaguna ha sido declarado, en 1974, Monumento Histórico Artístico Nacional y tiene varios edificios y estructuras relevantes, como la plaza Mayor o la iglesia parroquial de Santa María Magdalena. La estructura urbana deja ver su impronta medieval.
- Iglesia Parroquial de la Magdalena: gótica del siglo XV, es uno de los mejores ejemplos en la Comunidad de Madrid. Fue declarada Monumento Histórico Artístico el 27 de abril de 1983. Se construyó sobre otra iglesia anterior. Tiene una planta y alzado de tres naves, del tipo basilical. Los retablos son barrocos y platerescos. Entre ellos destaca el retablo mayor, de 1752, tipo churrigueresco, atribuido a Narciso Tomé. Cabe destacar que en esta iglesia está enterrado el poeta medieval cordobés Juan de Mena (1411-1456).
- Abadía de las Madres Concepcionistas Franciscanas Descalzas: fue una abadía para mujeres, del siglo XVI y posterior al Concilio de Trento. Destaca la capilla con única portada plateresca, del siglo XVI, atribuida a Juan Gil de Hontañón, y el mausoleo renacentista de los fundadores, del mismo siglo, en su interior.
- Ermita de Nuestra Señora de la Soledad: data del siglo XIV y fue humilladero, llamado de la Vera Cruz. Es de estilo gótico y barroco. Fue durante el siglo XVIII cuando se convirtió en ermita-santuario de la patrona de la localidad.
- Alfolí de la Sal o Alhóndiga: fue el antiguo mercado que luego se convirtió en almacén de sal, o alfolí.
- Palacio de Salinas: de este palacio renacentista, atribuido a los Gil de Hontañón, solo queda la fachada, que es considerada como la antecesora de la de la Universidad de Alcalá de Henares.
- Pósito-Ayuntamiento: de 1515 y destinado en su origen para almacén de grano, es una relevante obra cisneriana que se reformó en los siglos XVIII y XIX. En la década de 1980 se demolió su interior, sustituyéndose por otro cuyo diseño es acorde con los criterios arquitectónicos en boga. Hoy solo queda, de la histórica construcción, su emblemática fachada principal, que luce el escudo cardenalicio-arzobispal de Cisneros.
- Muralla: solo queda algunos restos, como entradas y tapiales de lo que fue muralla defensiva y delimitadora del fuero de la villa, de origen medieval. La única entrada que queda de la muralla es la Puerta del Cristo de Burgos, pero también se conserva en el extremo noroeste del pueblo el famoso abujerón, agujero hecho por los franceses en la Guerra de la Independencia; cerca de allí se hallaba la torre de la Tercia, torre de donde proviene el nombre del pueblo. La entrada amurallada principal del pueblo, su barbacana, se encontraba en la conocida como Puerta del Sol, de su antigua denominación medieval, en dirección a Madrid.

### Fiestas mayores

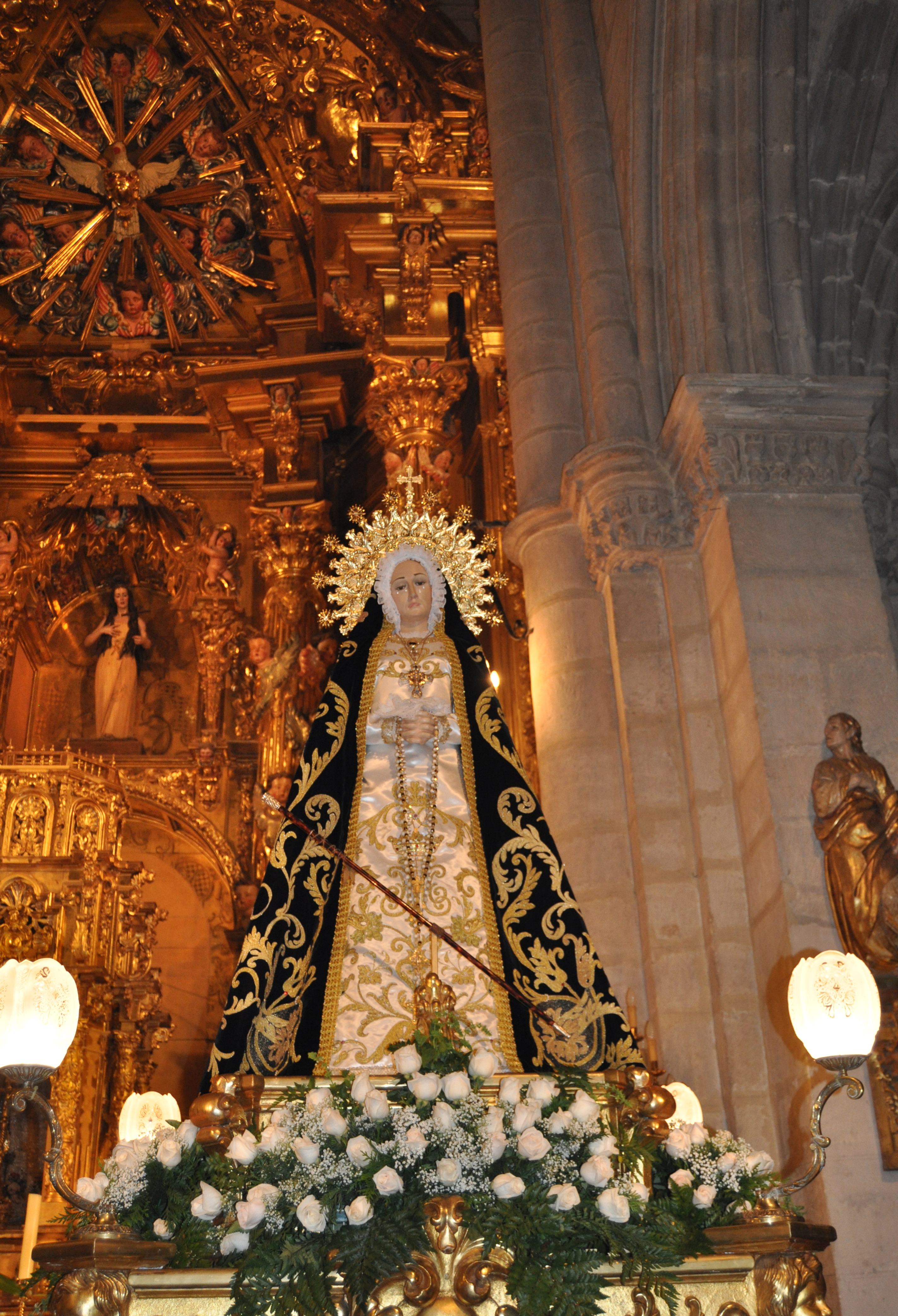
Virgen de la Soledad, patrona de Torrelaguna

El primer viernes de septiembre (aunque en algunas ocasiones se adelantan varios días, según el calendario) arrancan las fiestas patronales del municipio, en honor de la Virgen de Nuestra Señora de la Soledad, patrona de la villa desde 1713; realmente las fiestas deberían celebrarse el 15 de septiembre (Virgen de la Soledad), pero por motivos del calendario laboral se acabaron trasladando a la primera semana de septiembre. Durante las fiestas se celebran encierros y corridas de toros, conciertos, juegos para niños y demás espectáculos, entre los que destaca la Noche de fuego y pólvora. Se celebran estas fiestas patronales en septiembre por conmemorar la memoria que el cardenal Cisneros estableció para rendir culto a la Natividad de la Virgen María.

### Fiestas menores

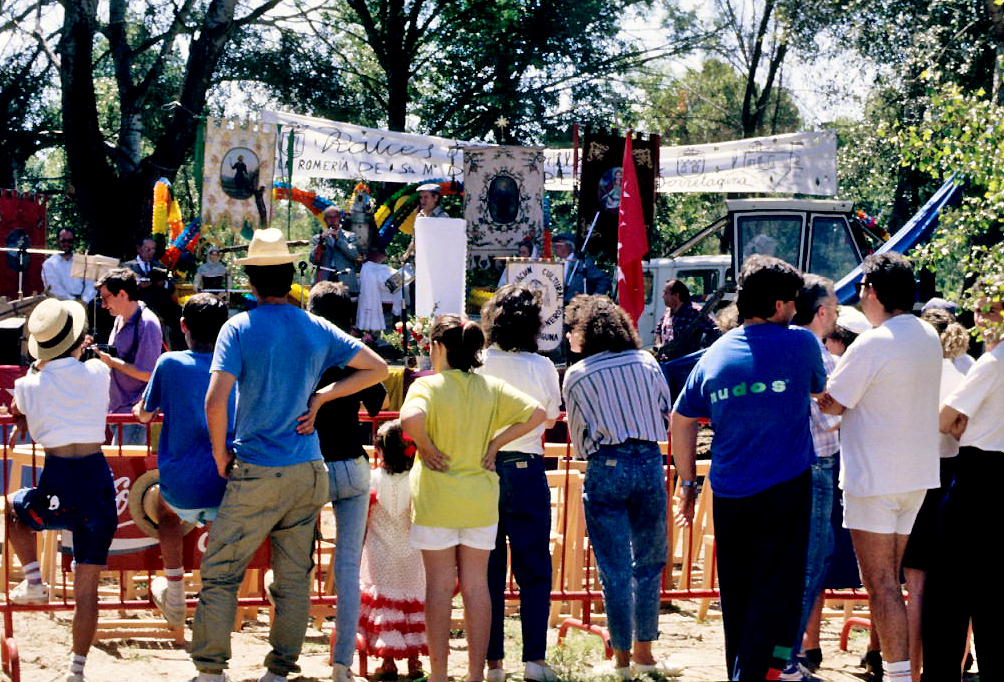
Escenario para actuaciones durante la romería de Santa María de la Cabeza en 1989

En mayo se celebran la fiesta de las cruces y la de las Hermandades Cofrades (a las cuales da comienzo su lucernaria), que son cinco: Nuestra Señora de la Soledad, San Sebastián, San Isidro Labrador, Santa Bárbara y El Cristo del Perdón, con sus respectivas procesiones, luminarias y la ración de pan, queso y limonada a las que hay que sumar las de la propia comunidad autónoma, es decir el 2 de mayo y la de San Isidro Labrador, el 15 del mismo mes.
El segundo domingo de junio se realiza una romería a la ermita de la Virgen de la Piedad, en honor a Santa María de la Cabeza, esposa de San Isidro Labrador. También en junio, está ganando popularidad la celebración de la noche de San Juan, entre los días 23 y 24. En septiembre, el día 9, también se conmemora el nacimiento de Santa María de la Cabeza, con un vistoso lucernario desde la ermita de la Soledad hasta la iglesia. Tienen arraigo en la villa los carnavales y la fiesta de los Reyes Magos.